# Eurasismus
Eurasismus oder Eurasiertum (auch Eurasianismus, russisch евразийство Ewrasijstwo) ist eine in den 1920er Jahren von russischen Emigranten formulierte geopolitische Ideologie. Der Eurasismus behauptet, dass ein von Russland dominierter, zwischen Europa und Asien befindlicher „Kontinent Eurasien“ in einem fundamentalen Gegensatz zur „romano-germanisch“ geprägten westlichen Welt stehe.

## Entwicklung des Eurasismus

### Geschichte in der Zwischenkriegszeit

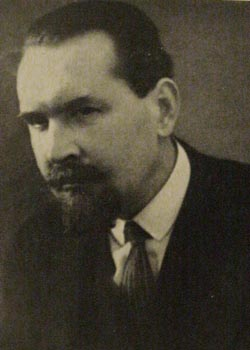
Nikolaj Sergejewitsch Trubezkoj (ca. 1920)

1921 erschien in einem russischen Emigrantenverlag in der bulgarischen Hauptstadt Sofia ein Sammelband unter dem Titel „Exodus nach Osten“ (Ischod k Wostoku). Er enthielt Aufsätze des Theologen Georgi Florowski (1893–1979), des Geographen, Ökonomen und Philosophen Pjotr Sawizki (1895–1968), des Musikologen Pjotr Suwtschinski (1892–1985) sowie des Philosophen und Linguisten Nikolai Trubetzkoy (1890–1938). Die Autoren entwickelten darin ein Konzept, dem sie die Bezeichnung „Eurasismus“ (Jewrasijstwo) gaben.
Zu den Theoretikern der Gruppe gehörte auch der Historiker Georgi Wernadski (1887–1973). Das Zentrum der Bewegung verlagerte sich nach Prag, als Florowski und Sawizki Lehraufträge an der dortigen Universität erhielten. In Berlin, damals Zentrum des Verlagswesens der russischen Emigration, wurde der Eurasische Verlag gegründet. Zu der Bewegung bekannte sich auch der Literaturwissenschaftler Dmitri Swjatopolk-Mirski (1890–1939). Als Literaten, in deren Werken sich die Ideen des Eurasismus widerspiegelten, bezeichnete Sawizki die in Sowjetrussland lebenden Schriftsteller Konstantin Fedin (1892–1977), Leonid Leonow (1899–1994) und Alexander Jakowlew (1886–1953), nicht jedoch Boris Pilnjak (1894–1938), in dessen Werk nach Gleb Struve durchaus eurasische Ideen zum Ausdruck kommen.
Anhänger der Bewegung planten, eine Partei im Untergrund zu bilden, diese sollte mit dem Ziel, die Bolschewiki zu stürzen, staatliche Strukturen in der Sowjetunion unterwandern. Doch wurde sie selbst von dem sowjetischen Geheimdienst GPU infiltriert. 1926 sagte sich Florowski von der Bewegung los.
1929 spaltete sie sich in einen antisowjetischen und prosowjetischen Flügel. Zentrum der „linken Eurasier“ wurde Paris, zu ihnen stieß der Schriftsteller Sergei Efron (1893–1941), der Ehemann der Dichterin Marina Zwetajewa (1892–1941). Mehrere Vertreter des linken Flügels siedelten in den 1930er Jahren in die Sowjetunion über. Während der Stalinschen Säuberungen wurde ihnen wegen ihrer angeblichen Mitgliedschaft in einer „weißgardistischen Organisation“ der Prozess gemacht. Swjatopolk-Mirski kam im Gulag um, Efron wurde erschossen.

### Ideologie
Die Weltsicht der Eurasier fußte auf der Behauptung, dass es zwischen Europa und Asien einen dritten Kontinent „Eurasien“ (der sich weitgehend mit dem ehemaligen Gebiet des Russischen Zarenreichs deckte) sowie einen unüberwindlichen Gegensatz zwischen der eurasischen Kultur des russischen Reiches einerseits und der „romano-germanischen“ Zivilisation Westeuropas andererseits gebe.

„Es gibt nur einen wahren Gegensatz: die Romanogermanen und die übrigen Völker der Welt, Europa und die Menschheit.“

Das Herzstück der Theorie stellt der „Raum“ dar. Hier lautet die Annahme, dass sich die Eigenart jeder Kultur auf die Spezifik des jeweiligen Territoriums bemesse. Auf Russland angewandt bedeute dies, dass Russland eine eurasische Kultur sei, die im Gegensatz zur europäischen Küstenkultur stehe und von der Beeinflussung durch die asiatische Seite lebe. Die westeuropäische Kultur wird keineswegs abgelehnt, jedoch als für Russland ungeeignet bezeichnet; auch sei sie im Verfall begriffen. Der Bolschewismus wird als „abscheulich“ zurückgewiesen; die Exzesse im russischen Bürgerkrieg hätten seine „geistige Armut“ (duchownoje uboschestwo) gezeigt, aber auch die „rettende Kraft der Religion“ hervortreten lassen.
Ziel der Eurasier sei die Vereinigung der großen christlichen Kirchen unter Führung der russisch-orthodoxen Kirche; der Katholizismus habe die Urgedanken des Christentums verfälscht. Auch die Juden seien einzubeziehen, die „orthodoxe jüdische Kirche“ bleibe aber in ihrem Kult eigenständig. Ein Zar solle „in christlicher Liebe“ diesen zu schaffenden „Staat der Weisheit“ regieren, in dem alle Nationalitäten gleichberechtigt seien. Auch die Ukraine habe ihren Platz in diesem eurasischen Reich zu finden; der Anspruch ukrainischer Nationalisten, zu Europa zu gehören, sei historisch unbegründet. Wichtigster Nachbar Eurasiens sei China. Die geeignete Wirtschaftsform sei eine weiterentwickelte Planwirtschaft.
Der nach Deutschland emigrierte russische Philosoph Fedor Stepun wies auf Parallelen zwischen dem Eurasismus und dem italienischen Faschismus hin.
In der Sowjetunion entwickelte der Geograph und Turkologe Lew Gumiljow ab den 1950er-Jahren die eurasistische Ideologie im Untergrund weiter. Entgegen der eurozentristischen Lehrmeinung vom tatarisch-mongolischen Joch während der Mongolenherrschaft von 1240 bis 1480 vertrat Gumiljow ebenso die Sicht einer kulturell fruchtbaren Symbiose der mongolischen Nomaden mit den ostslawischen Waldbauern. Durch die Aufnahme biologistischer Elemente entfernte sich Gumiljow aber von den klassischen Eurasiern. Seine Idee von einer Wiederherstellung eines Bündnisses zwischen Slawen und Steppenvölkern fand erst nach der Perestroika und der Auflösung der UdSSR Verbreitung und ging einher mit konsequenter Antiwestlichkeit. Er glaubte – wie später Putin –, dass Russlands „Sonderweg“ unweigerlich zum Sieg über den „zerfallenden“ Westen führen werde.

## Neo-Eurasismus

Flagge der „Eurasischen Partei“, die von Dugin gegründet wurde, mit dem Chaossymbol, das aus den Elric-Romanen von Michael Moorcock stammt.

Der russische politische Philosoph und Publizist Alexander Dugin vertritt seit den frühen 1990er-Jahren einen Neo-Eurasismus. Der klassische Eurasismus ist allerdings nur eine der Quellen von Dugins eklektischer Ideologie, er verbindet das eher kulturalistische Konzept Trubezkois und Sawizkis (die er in seinen Werken nur beiläufig erwähnt und zum Teil sogar falsch benennt) maßgeblich mit Elementen der Geopolitik neuerer, westlicher Prägung. So beruft er sich etwa auf Vertreter der westeuropäischen Neuen Rechten wie Jean-François Thiriart und Alain de Benoist, die Traditionalisten René Guénon und Julius Evola, Vertreter der Konservativen Revolution wie Carl Schmitt und Geopolitiker wie Karl Haushofer.
Im Gegensatz zur zentralen These des klassischen Eurasismus, dass es einen dritten Kontinent „Eurasien“ zwischen Europa und Asien gebe, versteht Dugin „Eurasien“ als Europa und Asien. In Anlehnung an Thiriarts Idee von einer Pax Eurasiatica plädiert Dugin für ein eurasisches Imperium von Dublin bis Wladiwostok unter der Führung Russlands, weil, so Dugin, „die wahren, geopolitisch gerechtfertigten Grenzen Russlands bei Cadiz und Dublin liegen und Europa dazu bestimmt ist […] der Sowjetunion beizutreten“. Klassische Eurasier und Neo-Eurasier wie Dugin haben die bipolare Weltsicht gemeinsam, dass „Eurasien“ einem Hauptfeind gegenüberstünde. Der Unterschied ist, dass klassische Eurasier das „romanogermanische Europa“ als Gegner ansahen, wohingegen Neo-Eurasier sich einen Kampf vorstellen zwischen hierarchisch organisierten „eurasischen“ Landmächten unter der Führung Russlands und liberalen „atlantischen“ Seemächten unter der Führung der Vereinigten Staaten. Europa wird laut Dugin von den Amerikanern okkupiert und Russland müsse die Rolle des Befreiers annehmen. Der Erfolg „Eurasiens“ hänge von der Wiedergeburt des imperienbildenden russischen Volkes ab. In Dugins apokalyptischer Weltsicht steuert diese jahrhundertealte Gegnerschaft zwischen Land- und Seemächten auf einen „Endkampf“ zu. Andreas Umland betrachtet Dugins Bekenntnis zu Eurasien jedoch primär als Taktik, um das „Einschleusen antiliberaler nichtrussischer Ideen wie Integraler Traditionalismus, Nationalbolschewismus, politischer Okkultismus, Ethnopluralismus, Satanismus usw. in den russischen intellektuellen Diskurs“ zu verschleiern.
2003 wurde von Dugin in Moskau die „Internationale Eurasierbewegung“ gegründet. Zu ihren öffentlichen Aktionen gehören Kranzniederlegungen am Grabe Stalins.
Zu den Vertretern der eurasianischen Idee gehört auch der Putin nahestehende außenpolitische Experte Sergei Karaganow, der die Vorstellung eines eurasischen Wirtschaftsraums mit russischer und chinesischer Führungsrolle vertritt, der die Dominanz der USA beenden werde.
International hat der Neo-Eurasianismus einen bedeutenden Einfluss auf den Rechtspopulismus bzw. Rechtsextremismus im 21. Jahrhundert. Im Mai 2014, kurz nach der Annexion der Krim, trafen sich Dugin und der Oligarch Konstantin Malofejew mit Vertretern der FPÖ, des Front National und weiteren Parteien zu einem konspirativen Treffen in Wien, um sich strategisch und ideologisch abzustimmen. Auch die AfD hat enge Kontakte zu Karaganov und Dugin. Laut Soziologe Matthias Quent vereint beide Seiten eine „gemeinsame Ideologie im Kampf gegen den liberalen Westen und seine Werte“, mit der Absicht, mit Putins Hilfe „die Demokratie zu Fall zu bringen“.

## Rezeption außerhalb Russlands
In der Türkei rezipieren seit den 1990er Jahren linksnationalistische Kreise, etwa Doğu Perinçeks Arbeiterpartei, eurasistisches Gedankengut. Sie unterhalten auch Kontakte zu Dugin. Hintergrund ist die Furcht, dass die Einbindung der Türkei in die EU und die NATO die Souveränität der Nation gefährdet. Der türkische Politikwissenschaftler Burak Çopur charakterisiert die Neuorientierung der türkischen Außenpolitik seit 2016 mit dem Schwerpunkt auf engere Zusammenarbeit mit Russland und dem Iran unter Abkehr von der bis dahin verfolgten „neo-osmanischen“, auf die Kooperation mit den benachbarten arabischen Ländern fokussierten Linie als Eurasismus.
Micha Brumlik analysiert rechtes Denken, das in Europa momentan auf dem Vormarsch sei, wie der Erfolg von nationalistischen Bewegungen und rechtspopulistischen Parteien zeige. Doch die neue Rechte stehe auf einem Fundament alten Denkens, denn als zentrales Merkmal sieht er eine Politisierung des Raumes im Rahmen einer „eurasischen“ Ideologie.

### Veröffentlichungen von Anhängern des Eurasismus bzw. Neo-Eurasismus
- Nikolai Trubezkoy: Europa und die Menschheit. Mit einem Vorwort von Otto Hoetzsch. Drei Masken Verlag, München 1922.
- Lew Nikolajewitsch Gumiljow: Этногенез и биосфера Земли (Ethnogenese und die Biosphäre der Erde), 1979.
- Lew Nikolajewitsch Gumiljow: Поиски вымышленного царства (Auf der Suche nach einem erdachten Reich), 1970 (Neuauflage 1992).
- Lew Nikolajewitsch Gumiljow: Древняя Русь и Великая степь (Die alte Rus und die große Steppe), 1989 (Neuauflage 1992).
- Doğu Perinçek: Avrasya Seçeneği. Türkiye için bağımsız dış politika (Die Alternative Eurasien: eine unabhängige Außenpolitik für die Türkei). İstanbul 1996.

### Monografien
- Otto Böss: Die Lehre der Eurasier. Ein Beitrag zur russischen Ideengeschichte des 20. Jahrhunderts. Harrassowitz, Wiesbaden 1961.
- Alexander Höllwerth: Das sakrale eurasische Imperium des Alexander Dugin. Eine Diskursanalyse zum postsowjetischen russischen Rechtsextremismus (Soviet and post-Soviet Politics and Society; 59). Stuttgart 2007, ISBN 978-3-89821-813-9.
- Assen Ignatow: Der „Eurasismus“ und die Suche nach einer neuen russischen Kulturidentität: Die Neubelebung des „Evrazijstvo“-Mythos. Köln 1992 (Berichte des Bundesinstituts für ostwissenschaftliche Studien; 15).
- Marlène Laruelle: Russian Eurasianism: An Ideology of Empire. Johns Hopkins University Press 2008, ISBN 978-0-8018-9073-4.
- Stefan Wiederkehr: Die eurasische Bewegung. Wissenschaft und Politik in der russischen Emigration der Zwischenkriegszeit und im postsowjetischen Russland. Böhlau Verlag 2007, ISBN 978-3-412-33905-0.

### Sammelbandbeiträge
- Bruno Naarden: ‘I am a Genius but not more than that.’ Lev Gumilëv (1912–1992), ethnogenesis, the Russian past and World History. In: Jahrbücher für die Geschichte Osteuropas. N.F. 44 (1996), S. 54–82.
- Mark J. Sedgwick: Neo-Eurasianism in Russia. Kapitel in: Against the Modern World. Traditionalism and the Secret Intellectual History of the Twentieth Century. Oxford University Press, 2004, ISBN 0-19-515297-2, S. 221–240.

### Artikel in Fachzeitschriften
- Sergej Biryukov und Andrej Kovalenko: Die Eurasische Idee. Der Eurasismus als eine Ideologie und Variante einer geopolitischen Strategie. In: multipolar. Zeitschrift für kritische Sicherheitsforschung, 2/2017, S. 47–58.
- Boris Ishboldin: The Eurasian Movement. In: Russian Review, 5, Spring 1946, S. 64–73.
- Il’ja Kukulin: „Eurasien“ statt „Russische Welt“. Zum Wandel eines schillernden Begriffs. In: Osteuropa,  11–12/2017, S. 173–186.
- Marlène Laruelle: Lev Nikolaevic Gumilev (1912–1992): biologisme et eurasisme dans la pensée russe. In: Études slaves, 72 (2000), S. 163–189.
- Leonid Luks: Der „dritte Weg“ der „neo-eurasischen“ Zeitschrift „Ėlementy“ – zurück ins Dritte Reich? In: Studies in East European Thought 52, 2000, S. 49–71.
  - dsb.: Eurasien aus neototalitärer Sicht. Zur Renaissance einer Ideologie im heutigen Russland. Totalitarismus und Demokratie, 1, 1, 2004, S. 63–76 (Online).
- Sergei Panarin, Viktor Shnirelman: Lev Gumilev: his pretensions as a founder of ethnology and his Eurasian theorie. Inner Asia, 3, 2001, S. 1–18.
- Nicholas V. Riazanovsky: The Emergence of Eurasianism. Californian Slavic Studies, 4, 1967, S. 39–72.
- Anton Shekhovtsov, Andreas Umland: Is Aleksandr Dugin a Traditionalist? „Neo-Eurasianism“ and Perennial Philosophy. Russian Review, Band 68, Nr. 4, Oktober 2009, S. 662–678.
- Sergey Karaganov: The new Cold War and the emerging Greater Eurasia. Journal of Eurasian Studies, Band 9, Nr. 2, Juli 2018, S. 85–93. doi:10.1016/j.euras.2018.07.002

### Sonstige Betrachtungen
- Michail Sokolski: Die tausendjährige Spaltung. Russland: Geschichte, Geist, Gefahren. Fünfzehn streitbare Essays. Blaue Hörner, Marburg 1997, ISBN 3-926385-34-0.
- Leonid Luks: Europäisch oder Eurasisch? Kontroversen um die russische Identität. Essays. Springer Verlag, Wiesbaden 2020, ISBN 978-3-658-29625-4.